# Kids With Buns
Kids With Buns is een Belgische band bestaande uit Marie Van Uytvanck en Amber Piddington. Hun muziek wordt omschreven als bedroom indiepop, indiefolk, indierock.
In 2020 stond Kids With Buns in de halve finale van Humo's Rock Rally. Datzelfde jaar bracht de band de single 1712 uit. De band werd het gezicht van de Belgische hulplijn voor geweld (1712). In 2021 won de band De Nieuwe Lichting 2021 en kwam hun single Bad Grades op nummer één van de De Afrekening van Studio Brussel terecht.

## Discografie

### Ep's
Waiting Room (2022) - V2 Records

### Singles
- 1712 (2020)
- Bad Grades (2021)
- She (2021) - (Cover: Dodie)
- Untitled (2021)
- Waiting Room (2022)
- The Snakes (2022)
- Bathroom Floor (2022)
- Daughter (2023)
- Clutter (2023)
- How Bad Could It Be (2023)
- Stubborn mind (2023)

### Albums
- Out of place (2023)